# Макаки ракојед
Макаки ракојед (Macaca fascicularis) је врста примата из породице мајмуна Старог света (Cercopithecidae).

## Распрострањење
Врста је присутна у Бангладешу, Брунеју, Вијетнаму, Индији, Индонезији, Камбоџи, Лаосу, Малезији, Мјанмару, Сингапуру, Тајланду и Филипинима.

## Станиште
Станиште макакија ракоједа су шуме.

## Угроженост
Ова врста није угрожена, и наведена је као последња брига јер има широко распрострањење.

### Популациони тренд
Популација ове врсте се смањује, судећи по расположивим подацима.